# Constanze Fischbeck
Constanze Fischbeck (* 1968 in Ost-Berlin) ist eine deutsche Bühnenbildnerin, Filmemacherin und Kuratorin.

## Leben
Constanze Fischbeck wuchs in Ost-Berlin auf. Ihr Vater ist der Physiker und Bürgerrechtler Hans-Jürgen Fischbeck, ihre ältere Schwester Susanne ist Theologin. Constanze Fischbeck studierte von 1992 bis 1997 Bühnenbild an der Kunsthochschule Berlin-Weißensee. Von 2009 bis 2015 entwickelte sie mit Daniel Kötter das Kunstprojekt state-theatre #1-6, das vielfach international präsentiert wurde, unter anderem auf der Architekturbiennale Venedig. Seit 2007 lehrt sie als Dozentin an verschiedenen Kunsthochschulen. 2019 wurde sie als Professorin für Szenografie an die HfG Karlsruhe berufen. Nach der Abwahl des Rektors Jan Boelen Ende März 2022 hat sie als Prorektorin zusammen mit dem Kanzler Thomas Fröhlich die kommissarische Leitung der HfG übernommen.